# Котора синьолобий
Котора синьолобий (Pyrrhura picta) — вид папугоподібних птахів родини папугових (Psittacidae). Мешкає в Південній Америці і Панамі.

## Опис
Довжина птаха становить 22-23 см, вага 46-85 г. Забарвлення переважно зелене. У представників номінативного підвиду нижня частина лоба, обличчя і щоки червоніЮ верхня частина лобу синя. Задня частина тімені і задня частина шиї червонувато-коричневі, поцятковані блакитними плямками, скроні попелясті. Шия синьо-зелена, спина і плечі зелені. Нижня частина спини каштанова, надхвістя зелене. Покривні пера крил зелені, нижні першорядні покривні пера крил сині. Махові пера зверху сині, знизу сіруваті. Горло, груди і шия з боків тьмяно-коричневі, пера на них мають попелясті края. Нижня частина грудей і боки зелені, живіт каштановий. Стернові пера біля основи зелені, знизу каштанові. Дзьоб сіро-коричневий, очі карі, лапи сірі.

## Підвиди
Виділяють чотири підвиди:
- P. p. eisenmanni Delgado, 1985 — півострів Асуеро (Панама);
- P. p. subandina Todd, 1917 — басейн річки Сіну[es] (північна Колумбія);
- P. p. caeruleiceps Todd, 1947 — гори Сьєрра-де-Періха на кордоні Колумбії і Венесуели і західні схили Східного хребта Колумбійських Анд;
- P. p. picta (Müller, PLS, 1776) — південно-східна Венесуела, Гвіана і північно-східна Бразилія (на північ від Амазонки, на схід від Ріу-Негру).

Pyrrhura amazonum, Pyrrhura lucianii і Pyrrhura roseifrons раніше вважалися підвидами синьолобого котори, однак були визнані окремими видами. Деякі дослідники також виділяють підвиди P. p. eisenmanni, P. p. subandina і P. p. caeruleiceps у окремі види Pyrrhura eisenmanni, Pyrrhura subandina і Pyrrhura caeruleiceps.

## Поширення і екологія
Синьолобі котори мешкають в Панамі, Колумбії, Венесуелі, Гаяні, Французькій Гвіані, Суринамі і Бразилії. Вони живуть у вологих рівнинних і гірських тропічних лісах, на узліссях і галявинах, у варзейських лісах (тропічних лісах у заплавах Амазонки і її притоків). Зустрічаються зграями, на висоті до 2000 м над рівнем моря. Живлятьсся, плодами, насінням і квітами. Гніздяться в дуплах дерев, в кладці від 4 до 5 яєць. Інкубаційний період триває 23 дні. Пташенята покидають гніздо через 40-51 день після вилуплення.

## Збереження
МСОП загалом класифікує цей вид як такий, що не потребує особливих заходів зі збереження, однак його підвиди, які класифікуються як окремі види, вважаються такими, що потребують захисту. Підвиди P. p. eisenmanni і P. p. caeruleiceps класифікуються як такі, що перебуває під загрозою зникнення, популяція кожного з цих підвидів становить від 1000 до 2500 дорослих птахів. Підвид P. p. subandina не реєєструвався з 1949 року, знаходиться на межі зникнення або, можливо, вимер. Цим підвидам загрожує знищення природного середовища.